# Communauté d'agglomération de Marne et Chantereine
La Communauté d'agglomération de Marne et Chantereine est une ancienne communauté d'agglomération française, située dans le département de Seine-et-Marne en région Île-de-France.

## Historique
Créée le 1er janvier 2009, la Communauté d'agglomération de Marne et Chantereine se substitue à la communauté de communes de même nom créée le 13 décembre 2004.
Elle disparait le 31 décembre 2015 et participe à la création de la nouvelle communauté d'agglomération Paris - Vallée de la Marne.

## Composition
Elle regroupait quatre communes au 1er janvier 2015 :
| Nom                  | Code Insee | Gentilé      | Superficie (km2) | Population (dernière pop. légale) | Densité (hab./km2) |
| -------------------- | ---------- | ------------ | ---------------- | --------------------------------- | ------------------ |
| Chelles (siège)      | 77108      | Chellois     | 15,90            | 53 833 (2015)                     | 3 386              |
| Brou-sur-Chantereine | 77055      | Breuillois   | 4,28             | 4 411 (2015)                      | 1 031              |
| Courtry              | 77139      | Courtrysiens | 4,16             | 6 668 (2015)                      | 1 603              |
| Vaires-sur-Marne     | 77479      | Vairois      | 6,02             | 13 579 (2015)                     | 2 256              |

## Administration
La communauté d'agglomération est administrée par un conseil composé de 43 délégués (2012) :
- Chelles : 19 délégués
- Vaires-sur-Marne : 10 délégués
- Courtry : 7 délégués
- Brou-sur-Chantereine : 7 délégués
- Soit en moyenne : 1 délégué pour 1569 habitants

La communauté est par ailleurs membre du syndicat mixte d’études de Paris Métropole.

### Liste des présidents
| Période      | Période       | Identité             | Étiquette | Qualité |
| ------------ | ------------- | -------------------- | --------- | --- |
| janvier 2005 | avril 2014    | Jean-Jacques Marion  | PS        | Cadre sécurité sociale Conseiller municipal de Chelles Conseiller général de Vaires-sur-Marne (2011 → 2015)                           |
| avril 2014   | décembre 2015 | Jean-Pierre Noyelles | UMP       | Directeur financier et administratif Maire de Vaires-sur-Marne (2008 → ) Vice-président de la CA Paris - Vallée de la Marne (2016 → ) |

### Siège
Depuis le 11 décembre 2009, la communauté d'agglomération a son siège au 39 avenue François Mitterrand à Chelles face au rond-point François Trinquand et à proximité du Centre Culturel.

## Compétences
- Habitat
- Développement économique et emploi
- Développement culturel et sportif
- Tourisme et loisirs
- Politique de la ville
- Santé
- Écologie urbaine et environnement
- Aménagement urbain
- Transports, déplacements et liaisons douces
- Aménagement numérique du territoire